# Dynatoaetus
Dynatoaetus is een geslacht van uitgestorven roofvogels behorend tot de Accipitridae die in het Pleistoceen in Australië leefde. De typesoort is Dynatoaetus gaffae

## Fossiele vondsten
Van de typesoort Dynatoaetus gaffae werden in de jaren vijftig van de twintigste eeuw de eerste fossielen gevonden in de Mairs Cave in de Flinders Ranges, maar pas na uitgebreidere vondsten bleek het om een reuzenarend te gaan. Ook fossielen van andere locaties zoals het Lake Eyre-bekken en de Naracoorte Caves in South Australia en de Wellington Caves in New South Wales bleken tot deze roofvogelsoort te behoren. De vondsten dateren uit het Plioceen en Pleistoceen, 5,3 miljoen tot 50.000 jaar geleden. 
Dynaetoaetus pachyosteus werd in 2023 beschreven en deze soort is alleen bekend van vondsten in de Naracoorte Caves, die dateren uit het Pleistoceen.

## Verwantschap
Dynatoaetus behoort tot een clade die ook de Circaetinae met de slangenarenden en Filipijnse apenarend en de Aegypiinae omvat.

## Kenmerken
Na de vrouwelijke Haasts arend is Dynatoaetus gaffae de grootste roofvogel die bekend is uit Australasia. Dynatoaetus gaffae was twee keer zo zwaar als een wigstaartarend met een spanwijdte van ongeveer drie meter. Dynatoaetus pachyosteus had het formaat van een wigstaartarend, maar was krachtiger en zwaarder gebouwd. Wat betreft leefwijze was Dynatoaetus vermoedelijk vergelijkbaar met de apenarend. Het was een actieve roofvogel met robuuste achterpoten en krachtige klauwen. De korte, robuuste tenen waren net als bij de kroonarend en harpij geschikt voor het aanvallen en vast houden van grote, tegenstribbelende prooidieren. Kangoeroes, wombats en grote vogels waren mogelijke prooidieren.

## Leefgebied
Dynatoaetus was een bewoner van de droge binnenlanden en gematigde kuststreken. Het deelde zijn leefgebied met een andere grote roofvogel, de gier Cryptogyps.